# Neustadt (Am Ohmberg)
Neustadt è una frazione del comune di Am Ohmberg, nel circondario dell'Eichsfeld in Turingia (Germania).
Fino al 1º dicembre 2010 era un comune autonomo e faceva parte della Verwaltungsgemeinschaft Eichsfeld-Südharz.

## Amministrazione

### Gemellaggi
Neustadt è membro del gemellaggio internazionale "Neustadt in Europa", che riunisce 36 città e comuni che portano nel nome la dicitura Neustadt ("città nuova").